# Europrop TP400-D6

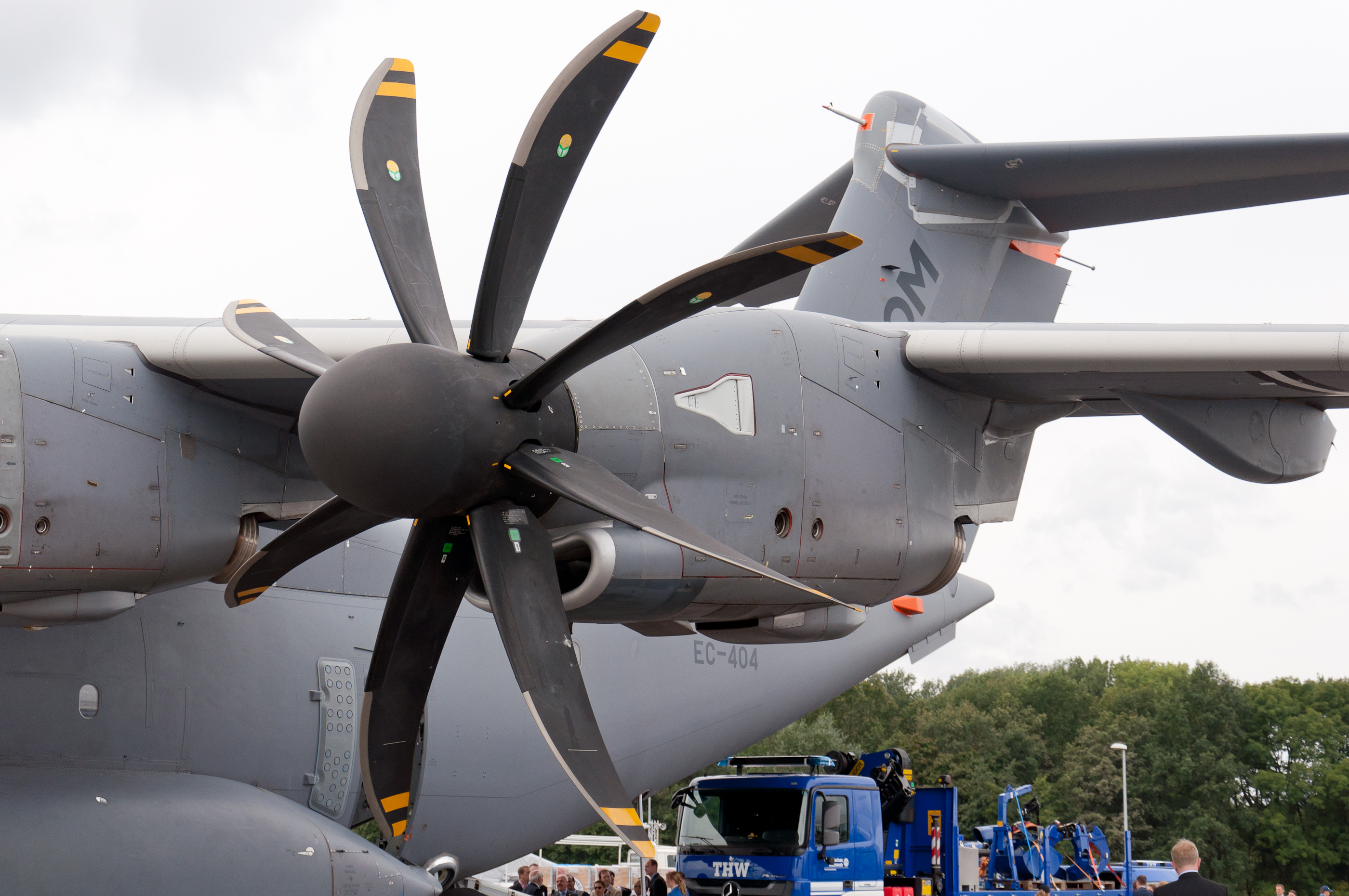
O Turbopropulsor TP400-06 montado no A400M

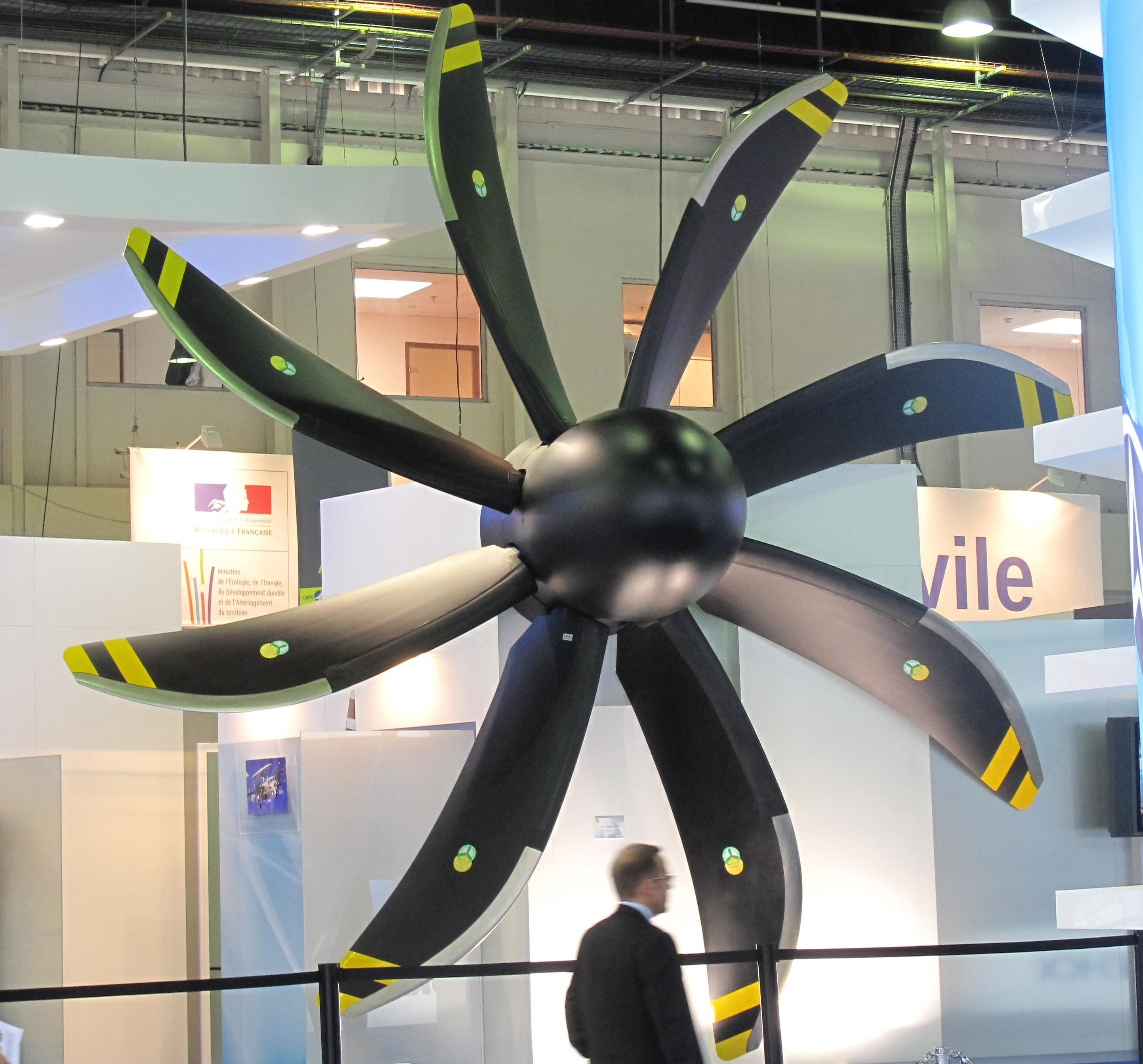
O propulsor FH386, fabricado em composite pela en

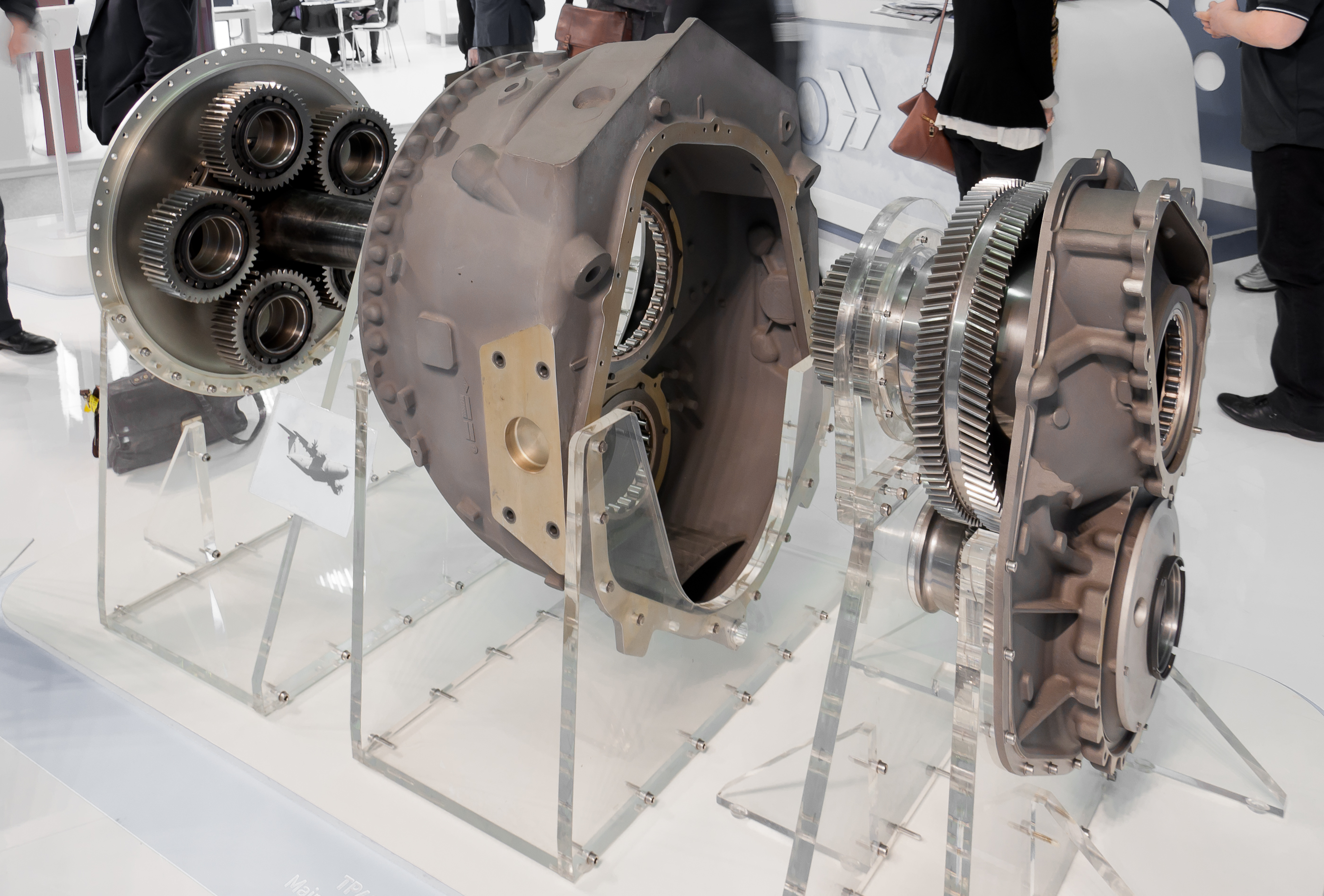
Conjunto de engrenagens de acionamento e reversão do propulsor

O Europrop International TP400-D6 é um motor aeronáutico do tipo turbopropulsor, desenvolvido pela Europrop International [en] especificamente para utilização no Airbus A400M, um avião quadrimotor para transporte militar tático fabricado pela Airbus Defence and Space.

## Desenvolvimento
O projeto começou em 2003, pela Europrop International, uma joint-venture formada em 2002 pela espanhola ITP (Industria de Turbo Propulsores S.A.), a alemã MTU Aero Engines AG, a britânica Rolls-Royce Group PLC e a francesa Safran-Snecma.
- 2004

Finalização e revisão do projeto
Ensaio do compressor intermediário
- 2005

Revisão crítica de projeto (CDR) 
Ensaio do sistema de controle e monitoramento
Ensaio do motor sem o propulsor
- 2006

Ensaio com o motor completo (com o propulsor)
Ensaio de simulação de altitude
- 2007

Primeiro motor liberado para ensaio em voo
- 2008

Primeiros motores enviados para a Airbus Military
Ensaios em solo e em voo, utilizando uma aeronave C-130K ("Flight Test Bed"-FTB) 
- 2009

Segundo voo com "FTB": o motor atinge a potência máxima 
Primeiro voo do Airbus A400M (dez/2009) 
- 2010

Ensaios em voo completam 4.000 horas
Conclusão dos ensaios de certificação
- 2011

Certificação oficial do motor TP400-D6

## Especificações
- Tipo       : Turbopropulsor com três eixos coaxiais
- Potência   : 11 620 hp (8 670 kW)
- Reversor de rotação do propulsor
- Peso       : 1 900 kg (4 190 lb)
- Comprimento: 3,5 m (11,5 ft)
- Diâmetro   : 0,92 m (3,02 ft)